# Аеродокс

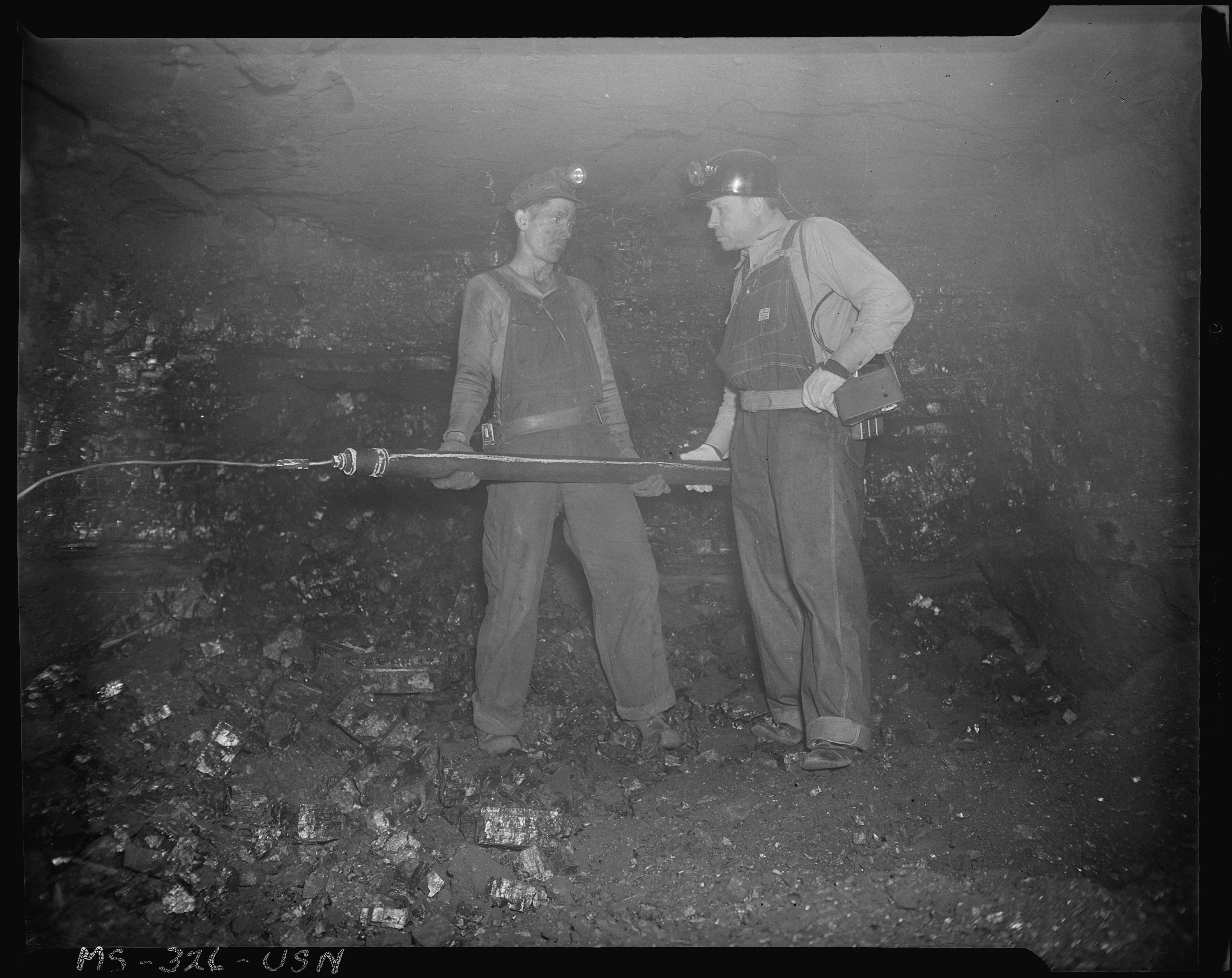
Шахтар з установкою Airdox, шахта «Перемога», Терре-Гоуте, округа Віго, штат Індіана, США, 1946 р.

Аеродокс (рос. аэродокс, англ. airdox, нім. Airdox-Verfahren n) — різновид безполум'яного висадження. Те ж саме, що й ердокс.
Airdox — метод і обладнання для безпечного видобутку вугілля. Повітря знаходиться в картриджі під тиском близько 70 МПа (700 тонн), яке після розрізання пластини або штифта в бункері витікає у вибуховий отвір. У відбитому вугіллі дуже багато дрібних частинок.